# Norfloxacine
La page sur la norfloxacine ne donne pas d'avis médical : seul un professionnel (médecin, pharmacien, etc.) est habilité à le faire. Ce médicament fait partie des fluoroquinolones, une classe d'antibiotiques susceptible d'occasionner des effets secondaires potentiellement graves, toute automédication basée sur les informations contenues dans cet article doit donc être exclue.
La norfloxacine est un antibiotique à large spectre, de type quinolone habituellement utilisé pour traiter des infections urinaires, et parfois des infections gastriques. Elle inhibe la sous-unité A de l'ADN gyrase bactérienne, une enzyme nécessaire à la réplication de l'ADN de la bactérie.
Elle a été découverte en 1977 par des chercheurs japonais.